# Toto Torquati
Antonio Torquati, detto Toto (Roma, 5 aprile 1942 – Roma, 7 giugno 2023), è stato un pianista, tastierista, arrangiatore e compositore italiano.

## Biografia
Non vedente dalla nascita, nel 1947 entra nell'istituto per non vedenti di Roma Sant'Alessio, dove intraprende i primi studi di pianoforte; consegue poi il diploma nel 1967 al Conservatorio di San Pietro a Majella di Napoli.
Nel frattempo ha già iniziato ad esibirsi come pianista jazz, entrando nel 1962 nella Seconda Roman New Orleans Jazz Band e suonando con musicisti come Lionel Hampton, Carlo Loffredo, Toots Thielemans, Bill Coleman, Joe Morello, Gato Barbieri ed altri.
Con l'avvento del beat si avvicina a questo genere, suonando spesso al Piper Club dove ha modo di conoscere Giampiero Scalamogna che lo fa entrare come pianista nel suo complesso Gepy & Gepy; Torquati inizia quindi l'attività di session man presso la RCA Italiana e le case discografiche ad essa collegate (ARC, Apollo, It, Valiant, Seven Records, Delta), formando una band con Massimo Buzzi alla batteria, Mario Scotti al basso e Luciano Ciccaglioni alla chitarra.
Con questi musicisti, oltre a partecipare ai dischi di molti cantanti e cantautori (tra cui Francesco De Gregori, Mariella Nava, Claudio Baglioni, Rino Gaetano, Lucio Dalla, Patty Pravo, Gianni Morandi) registra anche due album strumentali da solista, uno nel 1972 per la Fonit Cetra ed uno l'anno successivo per la RCA Italiana.
Sempre da solista pubblica nel 1977 un 45 giri per la Vanilla, casa discografica di Ornella Vanoni, con cui collabora nel periodo degli album Più, Io dentro e Io fuori; la canzone sul lato A, Tenero al cioccolato, vince l'edizione di quell'anno del Discomare e diventa la sigla della trasmissione televisiva Come mai speciale.
Nel 1981 fonda a Roma lo studio di registrazione "Orizzonti" (o Studio TM), da cui escono alcuni lavori di Sergio Caputo e della band italo disco dei Firefly, con la quale raggiunge il primo posto nella classifica del settimanale Billboard. In questi anni lavora anche con il Banco del Mutuo Soccorso e Roberto Ciotti.  Nel 1984, suonando il pianoforte e la tastiera, arrangia il brano Autostrada, scritto e interpretato da Alessandro De Gerardis, giornalista di Radio Rai e Rai Isoradio. Lavorando in questo periodo nel suo studio, interrompe l'attività di session-man che riprenderà alla fine del decennio successivo.
Nel corso della sua carriera si è anche dedicato alla composizione di colonne sonore.

## Discografia

### 33 giri
- 1972 Antonio Torquati (Fonit Cetra, LPP 179)
- 1973 Gli occhi di un bambino (RCA Italiana, DPSL 10573)

### 45 giri
- 1977 Tenero al cioccolato/La ragazza del piano di sopra (Vanilla, VA 013)

## Colonne sonore
- Speed Cross (1980, regia di Stelvio Massi)

## Dischi in cui ha suonato Toto Torquati
| Anno | Interprete                                                 | Titolo                         | Casa discografica                |
| ---- | ---------------------------------------------------------- | ------------------------------ | -------------------------------- |
| 1972 | Claudio Baglioni                                           | Questo piccolo grande amore    | RCA Italiana, PSL 10551          |
| 1973 | Lucio Dalla                                                | Il giorno aveva cinque teste   | RCA Italiana, DPSL 10583         |
| 1973 | Claudio Baglioni                                           | Gira che ti rigira amore bello | RCA Italiana, DPSL 10587         |
| 1973 | Riccardo Fogli                                             | Ciao amore, come stai          | RCA Italiana, DPSL 10617         |
| 1974 | I Vianella                                                 | Homeide                        | Apollo, DZSLA 55170              |
| 1974 | Claudio Baglioni                                           | E tu...                        | RCA Italiana, TPL 1-1067         |
| 1975 | Lucio Dalla                                                | Anidride solforosa             | RCA Italiana, TPL 1-1095         |
| 1975 | Gianni Morandi                                             | Il mondo di frutta candita     | RCA Italiana, TPL 1-1139         |
| 1975 | Patty Pravo                                                | Incontro                       | RCA Italiana, TPL 1-1148         |
| 1976 | Francesco De Gregori                                       | Bufalo Bill                    | RCA Italiana                     |
| 1977 | Claudio Baglioni                                           | Solo                           | RCA Italiana, PL 31235           |
| 1977 | Rino Gaetano                                               | Aida                           | It, ZPLT 34016                   |
| 1978 | Rino Gaetano                                               | Nuntereggae più                | It, ZPLT 34037                   |
| 1980 | Juli & Julie                                               | Perdermi                       | Yep, 004423                      |
| 1981 | Firefly                                                    | My Desire                      | Mr. Disc Organization, MDO 58701 |
| 1982 | Roberto Ciotti                                             | Rockin' Blues                  | RCA Italiana                     |
| 1982 | Flavio Giurato                                             | Il tuffatore                   | CGD, 20318                       |
| 1984 | Flavio Giurato                                             | Marco Polo                     | CGD, 20412                       |
| 2001 | Francesco De Gregori                                       | Amore nel pomeriggio           | Columbia, COL 499893 1           |
| 2002 | Fiorella Mannoia, Francesco De Gregori, Pino Daniele e Ron | In tour                        | Columbia                         |
| 2002 | Giovanna Marini e Francesco De Gregori                     | Il fischio del vapore          | Columbia COL 510218 1            |

## Dischi arrangiati da Toto Torquati
| Anno | Interprete       | Titolo                                | Casa discografica     |
| ---- | ---------------- | ------------------------------------- | --------------------- |
| 1975 | Patti Pravo      | Incontro                              | RCA Italiana          |
| 1973 | Patti Pravo      | Pazza Idea                            | RCA Italiana          |
| 1973 | Riccardo Fogli   | Due regali/Oh Mary                    | RCA Italiana, PM 3733 |
| 1973 | Riccardo Fogli   | Strana donna/La prima notte senza lei | RCA Italiana, PM 3743 |
| 1978 | Ricchi e Poveri  | Questo amore                          | Fonit Cetra           |
| 1987 | Patti Pravo      | Contatto                              |                       |
| 1992 | Fiorella Mannoia | Come si cambia '77-'87                | Dischi Ricordi        |